# Han Kyo-won
Han Kyo-won (15 de junho de 1990) é um futebolista profissional sul-coreano que atua como meia.

## Carreira
Han Kyo-won representou a Seleção Sul-Coreana de Futebol na Copa da Ásia de 2015.